# لوتر اینگرام
لوتر اینگرام (انگلیسی: Luther Ingram؛ ۳۰ نوامبر ۱۹۳۷ – ۱۹ مارس ۲۰۰۷) یک موسیقی‌دان اهل ایالات متحده آمریکا بود. وی بین سال‌های ۱۹۶۵ تا ۱۹۹۲ میلادی فعالیت می‌کرد.